# Спрінгдейл (Пенсільванія)
Спрінгдейл (англ. Springdale) — місто (англ. borough) в США, в окрузі Аллегені штату Пенсільванія. Населення — 3400 осіб (2020).

## Географія
Спрінгдейл розташований за координатами 40°32′27″ пн. ш. 79°46′52″ зх. д. / 40.54083° пн. ш. 79.78111° зх. д. (40.540789, -79.781009).  За даними Бюро перепису населення США в 2010 році місто мало площу 2,83 км², з яких 2,42 км² — суходіл та 0,42 км² — водойми.

## Демографія
Згідно з переписом 2010 року, у селищі мешкало 3405 осіб у 1606 домогосподарствах у складі 899 родин. Густота населення становила 1202 особи/км².  Було 1741 помешкання (614/км²).
Расовий склад населення:
| - 98,2 % — білих - 0,6 % — чорних або афроамериканців - 0,1 % — корінних американців - 0,1 % — азіатів |

До двох чи більше рас належало 0,8 %. Частка іспаномовних становила 0,6 % від усіх жителів.
За віковим діапазоном населення розподілялося таким чином: 17,2 % — особи молодші 18 років, 64,5 % — особи у віці 18—64 років, 18,3 % — особи у віці 65 років та старші. Медіана віку мешканця становила 44,9 року. На 100 осіб жіночої статі у селищі припадало 88,2 чоловіків;  на 100 жінок у віці від 18 років та старших — 86,9 чоловіків також старших 18 років.
Середній дохід на одне домашнє господарство  становив 55 678 доларів США (медіана — 46 797), а середній дохід на одну сім'ю — 72 022 долари (медіана — 60 818). Медіана доходів становила 49 500 доларів для чоловіків та 35 417 доларів для жінок. За межею бідності перебувало 14,5 % осіб, у тому числі 31,4 % дітей у віці до 18 років та 12,8 % осіб у віці 65 років та старших.
Цивільне працевлаштоване населення становило 1786 осіб. Основні галузі зайнятості: освіта, охорона здоров'я та соціальна допомога — 25,7 %, роздрібна торгівля — 13,7 %, виробництво — 13,7 %.